# Suctobelbella spirochaeta
Suctobelbella spirochaeta är en kvalsterart som beskrevs av Sandór Mahunka 1983. Suctobelbella spirochaeta ingår i släktet Suctobelbella och familjen Suctobelbidae. Inga underarter finns listade i Catalogue of Life.